# Tossina della pertosse

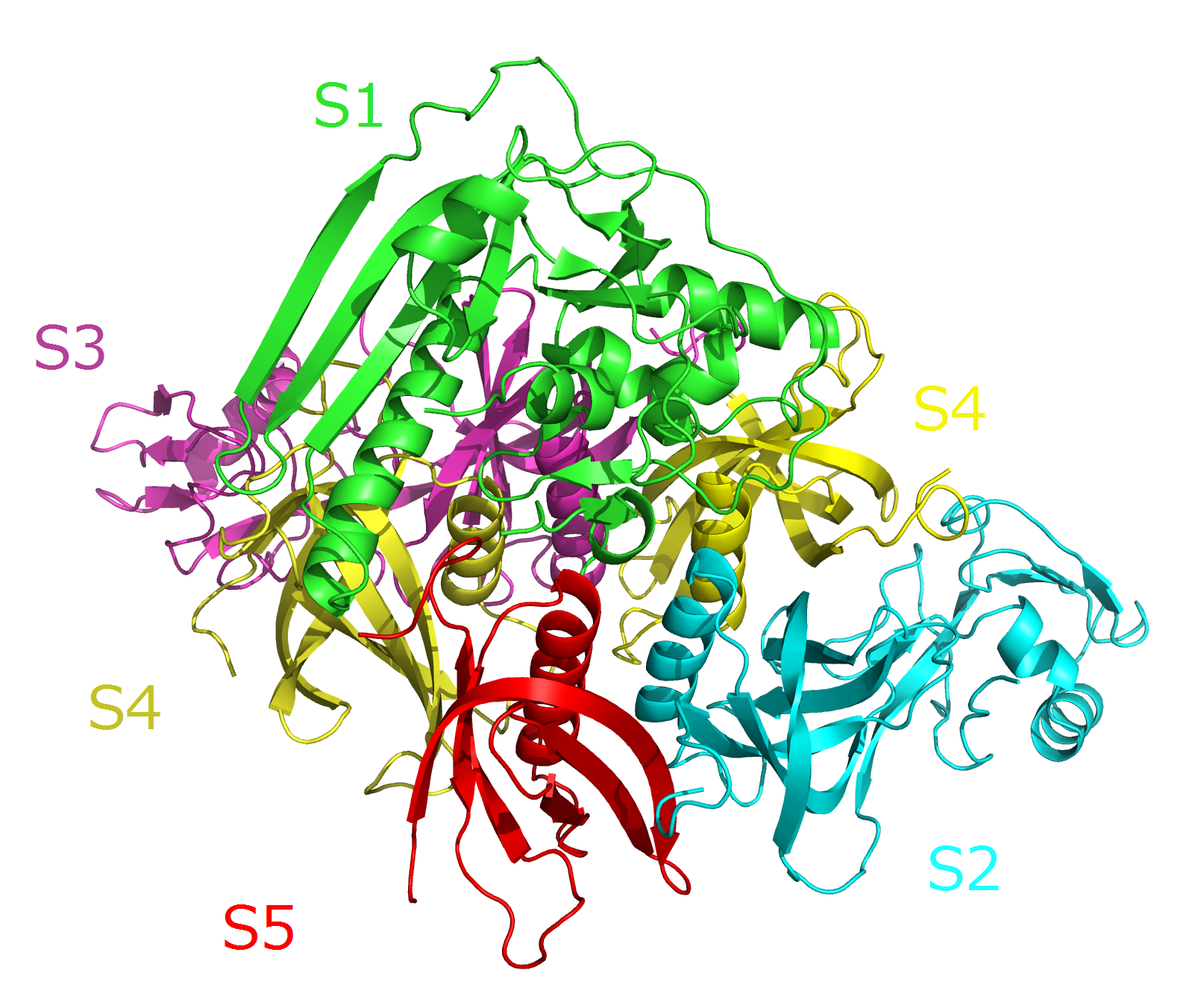
Rappresentazione grafica della struttura della tossina, con le sue 5 subunità

La tossina della pertosse (PTx0) è un'esotossina prodotta dal batterio Bordetella pertussis, l'agente eziologico della pertosse (o "tosse canina"). La tossina della pertosse, assieme all'emoagglutinina filamentosa, fa parte dei fattori di virulenza del batterio.

## Struttura
La PTx è un’esotossina batterica formata da due componenti: A e B.
La PTx è composta da cinque differenti subunità: S1, S2, S3, S4 e S5. Il protomero A consiste di una singola subunità S1 che è responsabile dell’attività ADP-ribosil transferasica, mentre l’oligomero B comprende S2, S3, S5 e due subunità S4. Il protomero A catalizza l’ADP-ribosilazione di un residuo di cisteina della subunità alfa delle proteine regolatorie Gi, mentre l’oligomero B è responsabile del legame ai recettori di membrana specifici e il rilascio del protomero A nelle cellule ospiti.
Le 5 subunità dell’oligomero B sono legate in modo non covalente e sono organizzate in una piattaforma triangolare intorno a una singola subunità catalitica S1 che si trova in cima alla piattaforma.
Esporre la PTx all’urea causa la dissociazione del protomero A dall’oligomero B e la rottura del B oligomero in tre componenti: un dimero S2-S4, un dimero S3-S4 e un monomero S5. Questi risultati suggeriscono che l’oligomero B sia composto dai due dimeri tenuti insieme dalla subunità S5.

## Proprietà ed effetti
La subunità A fornisce attività enzimatica e trasferisce il gruppo ADP ribosilico del NAD alla subunità alfa della proteina di membrana regolatoria Gi che in genere inibisce l’adenilato ciclasi eucariotica. La proteina Gi viene quindi inattivata e la conversione da ATP a cAMP non può più essere fermata, quindi livelli cellulari di AMP ciclico aumentano. Questo arresta le funzioni cellulari, e nel caso dei fagociti, diminuisce le attività fagocitiche come la chemiotassi, la fagocitosi, e l’attività battericida.
Gli effetti sistemici della tossina includono linfocitosi e alterazioni delle attività ormonali, come ad esempio l’aumento della produzione di insulina (che causa ipoglicemia) e aumenta la sensibilità all’istamina (che causa un aumento della permeabilità capillare, ipotensione e shock). L’alterazione delle difese immunitarie spiega l’alto numero di infezioni secondarie che accompagnano la pertosse (le più frequenti sono la polmonite e l’otite media).
Nonostante gli effetti della pertosse siano legati all’ADP ribosilazione, è stato dimostrato che anche il semplice legame dell’oligomero B alla membrana cellulare può causare mitogenicità linfocitica, attivazione delle piastrine e insorgere di effetti dell’insulina.

Il gene della tossina della pertosse è stato clonato e inserito in E.coli. 

## Vaccino
La tossina può essere inattivata e convertita in tossoide per essere utilizzata per produrre un vaccino.